# Dígit significatiu
Dígit significatiu és la xifra que té significat per a un càlcul concret. Quan un nombre té molts decimals, molts dígits, no s'usen tots en els càlculs sinó que tan sols es prenen aquells que permetin expressar els resultats d'una manera correcta i tenint en compte que sempre hi haurà el mateix error de càlcul. Normalment, s'agafen els dos primers decimals, tenint en compte que el segon s'arrodoneix. L'arrodoniment d'aquest segon decimal es fa de la manera següent:
- si es troba entre 0 i 4 s'agafa el decimal anterior Exemple: 5.63= 5.6
- si es troba entre 5 i 9 es passa a la unitat següent. Exemple 8.48= 8.5

Aquest criteri, utilitzat en matemàtiques, també té molta utilitat en altres camps com a l'hora de fer problemes de Química on, a més a més es treballen amb potències positives i negatives sovint.
Arrodoniment de n dígits significatius és una tècnica de propòsit més general d'arrodonir a n decimals, ja que controla els nombres de diferents escales d'una manera uniforme. Per exemple, la població d'una ciutat només pot ser conegut pel miler i es planteja com a 52.000, mentre que la població d'un país només pot ser conegut al milió més proper i es planteja com a 52.000.000. El primer podria tenir un error de centenars, i l'últim podria tenir un error de centenars de milers, però tots dos tenen dos dígits significatius (5 i 2). Això reflecteix el fet que el significat de l'error (la seva mida probable en relació amb la mida de la quantitat mesurada) és el mateix en ambdós casos.